# New Note Festival
New Note er en dansk festival, som spiller ny og upcoming musik fra den danske musikscene. Festivalen blev startet i 2005 og hører hjemme i den nordsjællandske by Hillerød. På festivalen har bands som Minds of 99, Phlake, Ganger, When Saints Go Machine, Turboweekend, VETO og Barselona spillet, mens de endnu var upcoming.
Festivalens 15-årsjubilærum blev i 2020 udskudt til 2021 pga. frygten for corona-smitte. Der sættes 500 biletter til salg.